# Baghlan (città)
Baghlan (pashtu / persiano: بغلان - Baġlān) è una città situata in Afghanistan settentrionale, nell'omonima provincia di Baghlan. si trova 5 km ad est del fiume Kunduz, 50 km a sud di Khanabad, nell'Hindu Kush settentrionale.

## Storia
Baghlan crebbe come centro urbano negli anni trenta grazie ad una nuova strada che partiva da Kabul ed attraversava il fiume Kunduz.

## Economia
Baghlan è il centro della produzione afgana di barbabietola da zucchero. Anche la produzione e la lavorazione del cotone sono importanti per l'economia locale.

## Società

### Evoluzione demografica
La popolazione venne stimata in circa 20 000 unità nel 1960, e in circa 24 410 nel 1963, con un incremento del 22,05% in tre anni. Nel 1965 la stima fu di 92 432, un incremento del 278,66% in due anni. Nel 2008 la popolazione fu stimata in 119 607 unità, di cui il 50% erano Pashtun, il 40% Tagiki ed il restante 10% Usbechi.

## Attentato del 2007
Il 6 novembre 2007 ci fu un attacco suicida in una ditta di produzione di zucchero nel corso di una visita dei membri della Assemblea Nazionale dell'Afghanistan. Morirono quasi 100 persone, compresi 6 legislatori.